# بوب كولر
بوب كولر (بالإنجليزية: Bob Kohler)‏ هو ناشط حقوق إل جي بي تي أمريكي، ولد في 17 مايو 1926، وتوفي في 5 ديسمبر 2007 في West Village ‏ في الولايات المتحدة بسبب سرطان الرئة.